# フェイ・レイ
フェイ・レイ（Fay Wray、1907年9月15日 - 2004年8月8日）は、アメリカ合衆国の女優。カナダ出身で、『キング・コング』のアン・ダロウ役として知られている。また、ホラー映画の常連女優（絶叫クイーン）としても世界的に知られている。1926年にワンパス・ベビー・スターズに選ばれたことで注目を浴び、パラマウント・ピクチャーズと契約を結び12本以上の映画に出演した。パラマウントを離れた後はホラー映画や『バワリイ』『奇傑パンチョ』などの西部劇映画への出演が増え、『キング・コング』への出演で映画史に名前を残した。

## 生涯

### 生い立ち
カナダ・アルバータ州カードストン近郊の牧場で生まれる。母エルヴィナ・マルグリット・ジョーンズはソルトレイクシティ出身、父ジョゼフ・ハーバー・レイはキングストン・アポン・ハル出身で、2人とも末日聖徒イエス・キリスト教会の信者だった。フェイ・レイは6人兄弟姉妹の1人であり、ダニエル・ウェブスター・ジョーンズの孫娘である。両親は末日聖徒イエス・キリスト教会の信者だったが、フェイ・レイは洗礼を受けていない。一家は1912年にソルトレイクシティに移住し、1914年にはラークに移住した。1919年にソルトレイクシティに戻り、その後はロサンゼルスに移住し、フェイ・レイはハリウッド高校に入学した。

### 女優
1923年、16歳のフェイ・レイは地元の新聞社がスポンサーになった短編歴史映画で初めて映画に出演した。1920年代は『The Coast Patrol』で主要キャストに起用された他、ハル・ローチ・スタジオと週給60ドルで半年間の契約を結び、同スタジオの作品に出演していた。1926年にはワンパス・ベビー・スターズの一人に選ばれている。当時のフェイ・レイはユニバーサル・スタジオと契約しており、主に西部劇映画でバック・ジョーンズと共演していた。
1927年にパラマウント・ピクチャーズと契約を結び、エリッヒ・フォン・シュトロハイムの『結婚行進曲』のヒロイン役に起用された。同作は高額な製作費を投じた映画として注目を集めたが、興行的には失敗に終わった。また、フェイ・レイにとっての初主演作品となった。彼女はパラマウントで十数本の映画に出演し、その中で時代はサイレント映画からトーキー映画に移行していった。
パラマウントを離れたフェイ・レイは、他の映画製作会社の下で『ドクターX』『肉の蝋人形』などのホラー映画に出演した。その後はRKOと契約を結び、『猟奇島』でジョエル・マクリー、ロバート・アームストロングと共演した。『猟奇島』と同時並行で製作されたのがフェイ・レイの代表作となる『キング・コング』である。フェイ・レイによると、『キング・コング』のアン・ダロウ役にはジーン・ハーロウが起用される予定だったが、彼女がメトロ・ゴールドウィン・メイヤーと専属契約を結んだため起用できなくなったという。ハーロウの起用が不可能になったため、監督のメリアン・C・クーパーは1万ドル（2020年の貨幣価値で20万ドル）の出演料でフェイ・レイをアン・ダロウ役に起用した。『キング・コング』と『猟奇島』のジャングルのシーンは同じセットで撮影され、日中は『キング・コング』、夜間は『猟奇島』の撮影が行われた。『キング・コング』は興行的に大きな成功を収め、フェイ・レイは同作がRKOを倒産の危機から救ったことを誇りに思っていたという。一方で『キング・コング』での役柄から「絶叫クイーン」として認知され、『キング・コング』以降の映画オーディションに参加するたびに「叫び声を出して欲しい」と要求されるようになったことには辟易しており、「絶叫クイーンと呼ばれるのは好きではありません」と語っている。
『キング・コング』以降も『世界一の金持ち娘』などに出演していたが、1940年代に入ると出演機会が減少した。1942年に2度目の結婚を機に女優業を引退するが、経済的な事情からすぐに復帰した。その後30年間、フェイ・レイはいくつかの映画やテレビシリーズに出演した。1953年から1954年にかけて放送された『The Pride of the Family』ではキャサリン・モリソン役を演じている。1955年には『Queen Bee』に出演した。1950年代は『Perry Mason』『Playhouse 90』『ヒッチコック劇場』、1960年代には『サンセット77』『The Islanders』『The Real McCoys』『The Eleventh Hour』などのテレビシリーズに出演し、1980年に『Gideon's Trumpet』に出演したのを最後に女優業を引退した。

### 晩年

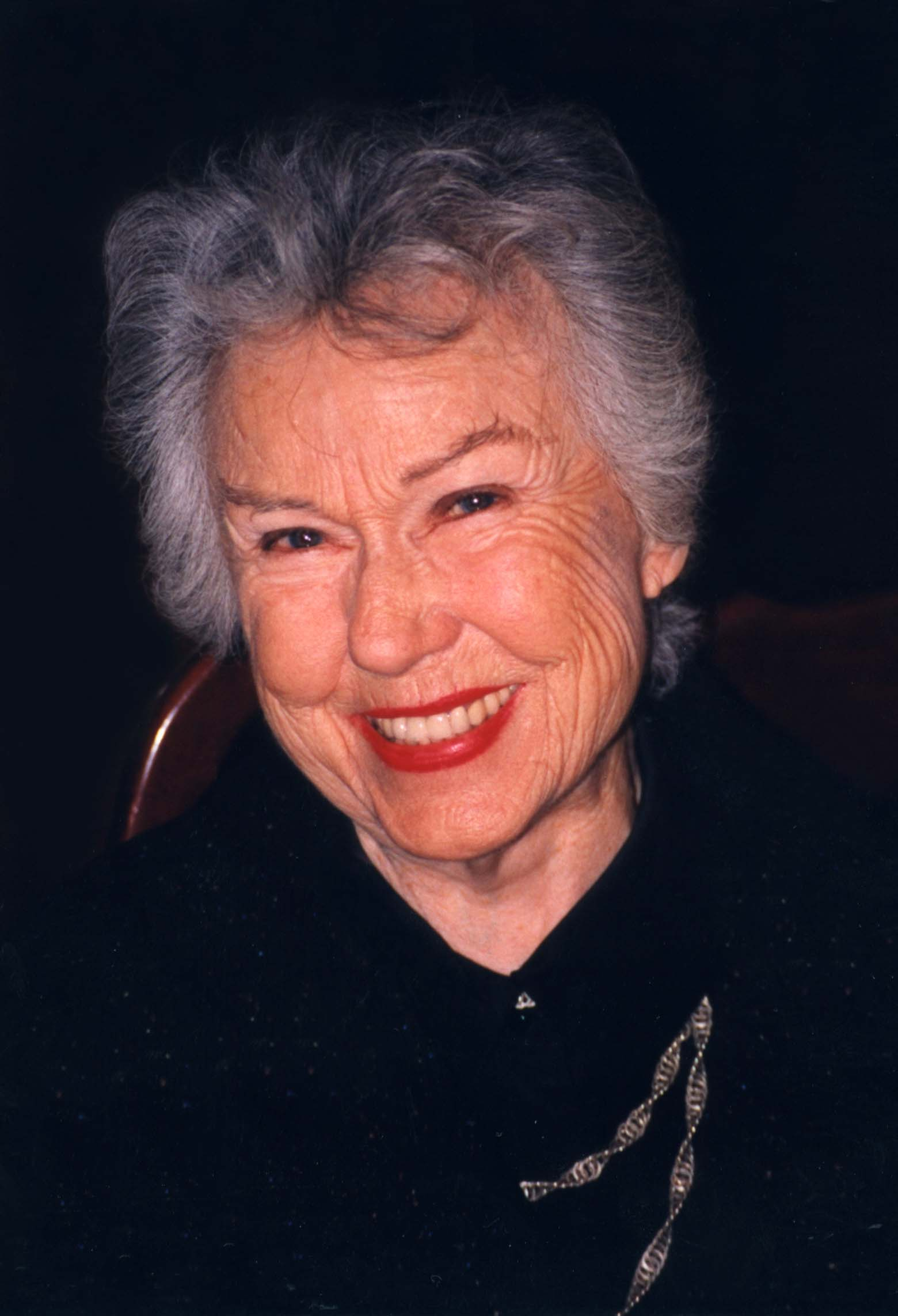
晩年のフェイ・レイ

1991年にボザール舞踏会のクイーンに選ばれ、1998年には自伝『On the Other Hand』を出版した。この間、フェイ・レイはジェームズ・キャメロンから『タイタニック』のローズ・ドーソン・カルバート役の打診を受けたが、出演を辞退している。また、第70回アカデミー賞ではプレゼンターの一人として出席している。2003年には『Broadway: The Golden Age, by the Legends Who Were There』公開を記念して開催されたパームビーチ国際映画祭に出席し、レジェンド・イン・フィルム・アワードを受賞した。晩年のフェイ・レイは『キング・コング』の舞台となったエンパイア・ステート・ビルディングを頻繁に訪れ、1991年の竣工60周年記念式典には主賓として招待された。
2004年にピーター・ジャクソンからリメイク版『キング・コング』へのカメオ出演を打診されている。当初、フェイ・レイは出演を断っていたが、ジャクソンと交流を重ねるうちに出演について前向きな姿勢を見せるようになった。しかし、2004年8月8日にフェイ・レイはマンハッタンの自宅アパートで死去したため、出演は実現しなかった。フェイ・レイの友人で『Broadway: The Golden Age, by the Legends Who Were There』の監督リック・マッケイは、彼女の最期について「静かに眠るように息を引き取った」と語っている。遺体はハリウッド記念墓地に埋葬された。2日後の8月10日、エンパイア・ステート・ビルディングはフェイ・レイの死に際して15分間ビルを消灯して弔意を表した。

## 主な出演作品
- 結婚行進曲（英語版） (1928)
- テキサス無宿（英語版） (1930)
- 猟奇島(1932)
- 肉の蝋人形 (1933)
- キング・コング (1933)
- バワリイ（英語版） (1933)
- 奇傑パンチョ (1934)

## 家族
フェイ・レイは生涯に3回結婚を経験した。最初の結婚相手ジョン・モンク・サンダースはアルコール中毒・麻薬中毒者だったため、結婚生活は間もなく破綻した。2回目の結婚相手ロバート・リスキンとの間に娘ヴィクトリア・リスキンと息子ロバート・リスキン・ジュニアをもうけるが、リスキンは1950年に脳卒中になり、1955年に死別した。3回目の結婚相手サンフォード・ローゼンバーグはリスキンの主治医で、リスキンの死後16年後に結婚したが、1991年に死別している。フェイ・レイにはヴィクトリアとロバート・ジュニアを含めて3人の子供がいる。